# هايبيدون
هايبيدون هو دواء سيروتونيني مضاد للاكتئاب تجريبي تحت الدراسة لعلاج اضطراب الاكتئاب الشديد.